# HE 0437-5439
Désignations
HE 0437-5439 (HVS3) est une étoile massive libre à très grande vitesse (HVS, pour hypervelocity star) de la séquence principale et de type spectral B. Elle est située à environ 200 000 années-lumière de la Terre dans la constellation de la Dorade.
HVS3 a été découverte en 2005 au Very Large Telescope. Son âge est estimé à 30 millions d'années alors que sa masse est estimée à 9 fois celle du Soleil. Sa vitesse est estimée à 723 km/s. À cette vitesse, l'étoile est « libre » et n'est plus liée à la Voie lactée. Elle s'est probablement échappée sous un effet de fronde gravitationnelle réalisé par un trou noir supermassif, soit de la Voie lactée, soit du Grand Nuage de Magellan (LMC),. Une analyse utilisant les mesures du mouvement propre de l'étoile de la seconde data release du satellite Gaia confirme que l'étoile est très probablement originaire du centre du Grand Nuage de Magellan, avec une approche minimale, donc une éjection, qui se serait produite il y a environ 21 millions d'années.